# Bargersville
Bargersville és una població dels Estats Units a l'estat d'Indiana. Segons el cens del 2000 tenia 2.890 habitants.

## Demografia
Segons el cens del 2000, Bargersville tenia 2.120 habitants, 770 habitatges, i 588 famílies. La densitat de població era de 751 habitants per km².
Dels 770 habitatges en un 43% hi vivien nens de menys de 18 anys, en un 60,3% hi vivien parelles casades, en un 11,6% dones solteres, i en un 23,6% no eren unitats familiars. En el 18,8% dels habitatges hi vivien persones soles el 5,1% de les quals corresponia a persones de 65 anys o més que vivien soles. El nombre mitjà de persones vivint en cada habitatge era de 2,74 i el nombre mitjà de persones que vivien en cada família era de 3,12.
Per edats la població es repartia de la següent manera: un 30,4% tenia menys de 18 anys, un 8,8% entre 18 i 24, un 35% entre 25 i 44, un 19,4% de 45 a 60 i un 6,5% 65 anys o més.
L'edat mediana era de 31 anys. Per cada 100 dones de 18 o més anys hi havia 97,6 homes.
La renda mediana per habitatge era de 48.264 $ i la renda mediana per família de 50.417 $. Els homes tenien una renda mediana de 37.139 $ mentre que les dones 24.205 $. La renda per capita de la població era de 19.499 $. Entorn del 3,7% de les famílies i el 4,3% de la població estaven per davall del llindar de pobresa.

## Poblacions més properes
El següent diagrama mostra les poblacions més properes.